# Hormonas diuréticas de insectos
Las hormonas diuréticas de los insectos son hormonas  que regulan el equilibrio del agua por medio de acciones diuréticas.
El sistema excretorio de los insectos, responsable en regular el equilibrio del agua en los insectos, comprende los tubos de Malpighi y el intestino posterior (íleo y recto). Los tubos o túbulos  segregan orina  primaria, la mayor parte de la cual pasa al intestino posterior, donde el agua, iones y metabolitos esenciales son reabsorbidos antes de que la orina sea excretada. La excreción está bajo el control de factores (hormonas) diuréticos y antidiuréticos, estudiados detalladamente por Coast et al. (2002)  
Estos factores son producidos por  células neurosecretoras del sistema nervioso del insecto y son almacenados en sitios como el corpora cardiaca en el cerebro, de donde son después secretados. Para aceptar el papel hormonal de un factor, es necesario que reúna ciertos criterios. En algunos casos esta evidencia existe, pero en otros, no.  
Desde hace muchos años se sabe que los insectos tienen factores diuréticos y antidiuréticos pero, solo en las primeras décadas del siglo XXI, la tecnología ha avanzado lo suficiente para poder definirlos. Los factores antidiuréticos están menos estudiados que los diuréticos. Actúan en los tubos de Malpighi para inhibir la producción de orina o en el final del intestino para estimular la reabsorción. En un solo insecto, el escarabajo Tenebrio molitor (Tenebrionidae), se conocen ambas, las hormonas diuréticas y las antidiuréticas. 
Las funciones de las hormonas diuréticas y antidiuréticas incluyen: diuresis postprandial, diuresis después de la eclosión, excreción de agua metabólica sobrante, eliminación de residuos tóxicos y reducción de la pérdida de metabolitos (Coast et al., 2002).